# Aleksiej Abaza
Aleksiej Abaza ros.: Алексей Михайлович Абаза (ur. w 1853, zm. w 1915) – rosyjski kontradmirał, polityk.
Był dowódcą krążownika „Swietłana”; w latach 1902 - 1903 dowodził oddziałem korpusu kadetów Marynarki Wojennej. W 1903 rozpoczął kierowanie utworzonym Specjalnym Komitetem do spraw Dalekiego Wschodu. Mając w tej roli osobisty dostęp do cara, wywierał ogromny wpływ na kształtowanie się polityki Rosji wobec Japonii, pomniejszając rolę ministerstwa spraw zagranicznych. Będąc przekonanym o słabości Japonii, prowadził politykę, która wkrótce doprowadziła do wojny. W 1905 przeprowadził nieudaną misję zakupu w Ameryce Południowej krążowników do wojny z Japonią. W tym samym roku Komitet rozwiązano, a dalszy wpływ Abazy na politykę Rosji był nieznaczny.